# 티야
티야(Tiya)는 에티오피아 남부 국가 민족 주에 위치한 작은 마을로, 아디스아바바(에티오피아의 수도) 남쪽에 위치한다. 인구는 3,363명(2005년 에티오피아 중앙 통계국이 발표한 인구 조사 자료를 기준으로 함, 남성 1,615명, 여성 1,748명)이다. 1980년 이 곳 주변에 있는 고고학 유적이 유네스코가 지정한 세계유산으로 선정되었다.

## 세계 유산
티야는 다음과 같은 세계유산 선정 기준을 충족하는 점에서 선정되었다.
- I. 독특한 예술적 혹은 미적인 업적, 즉 창조적인 재능의 걸작품을 대표하는 유산.
- IV. 가장 특징적인 사례의 건축 양식으로서 중요한 문화적, 사회적, 예술적, 과학적, 기술적 혹은 산업의 발전을 대표하는 양식.

## 참고 문헌
- Roger Joussaume (editor), Tiya, l'Éthiopie des Mégalithes, du Biface a l'Art Rupestre dans laCorne d'Afrique (Paris: UNESCO/CNS, 1995).